# Skokie
Skokie ist ein Village im Cook County im Nordosten des US-amerikanischen Bundesstaates Illinois. Skokie ist ein nördlicher Vorort von Chicago und stellt eine principal city der Metropolregion Chicago dar.
Im Jahr 2000 hatte Skokie 63.348 Einwohner; bis 2009 hat sich die Einwohnerzahl auf 66.659 erhöht. Das U.S. Census Bureau hat bei der Volkszählung 2020 eine Einwohnerzahl von 67.824 ermittelt.

## Geografie und Verkehr
Skokie liegt 5,5 km östlich des Michigansees am westlichen Ufer des North Shore Channel auf 42°2'13" nördlicher Breite und 87°44'24" westlicher Länge. Die Stadt erstreckt sich über 26,6 km², die vollständig aus Landfläche bestehen.
Am Ostrand des Ortes verläuft in Nord-Süd-Richtung die Interstate 94, die Chicago mit Milwaukee verbindet. Durch den Ort führt parallel dazu der U.S. Highway 41, der im Zentrum die Illinois State Route 58 kreuzt.
Die Yellow Line, eine Schnellbahnlinie der Chicago Transit Authority, hat in Skokie ihren Endpunkt.
Skokie liegt 25,3 km nordwestlich des Stadtzentrums von Chicago. Milwaukee liegt 122 km nördlich, Rockford 123 km westlich und Aurora 76,3 km südwestlich.

## Geschichte
1888 wurde die selbstverwaltete Gemeinde Niles Centre gegründet, die sich um 1910 in Niles Center umbenannte. Wegen Verwechselungen mit der Stadt Niles wurde Niles Center am 15. November 1940 in Skokie umbenannt.
In den 1920ern gab es einen ersten Bau-Boom.
In den 1950er Jahren wuchs die Stadt erneut durch Zuzüge aus Chicago; auch zahlreiche Juden, darunter viele Überlebende des Holocaust, siedelten sich hier an. Die 1921 in Chicago von orthodoxen Juden gegründete Privat-Uni Hebrew Theological College (Hebräisches Theologisches College) zog 1958 nach Skokie und wird seither auch Skokie Yeshiva genannt.
1967 ging Skokie eine Städtepartnerschaft mit Porbandar in Indien, dem Geburtsort von Mohandas Karamchand Gandhi, ein. Am 2. Oktober 2004 wurde eine Gandhi-Statue in Skokie errichtet.

## Der Fall Collin
1977 wollte die Nationalsozialistische Partei Amerikas -National Socialist Party of America (NSPA), eine von Frank Collin geleitete Abspaltung der American Nazi Party, in Skokie demonstrieren, dies wurde von der Stadtregierung untersagt. Demonstrationen in Chicago wurden durch unerfüllbare Auflagen seitens Illinois unmöglich gemacht. Die Nazis klagten vergeblich vor dem Gericht des County und des Staates Illinois. Die American Civil Liberties Union klagte für die NSPA vor dem Supreme Court, der eine Anhörung in Illinois anordnete. Bei dieser wurde im Verfahren National Socialist Party of America v. Village of Skokie entschieden, dass die Auflagen gegen die NSPA gegen den 1. Zusatzartikel zur Verfassung der Vereinigten Staaten verstießen. Die NSPA demonstrierte 1978 schließlich dreimal in Illinois, verzichtete aber auf einen Marsch durch Skokie, da ihr Ziel, öffentlich in den Medien wahrgenommen zu werden, durch die Gerichtsverhandlungen erreicht war. Frank Collin war ein Sohn des Max Simon Collin (ursprünglicher Nachname: Cohen), eines Holocaust-Überlebenden, der seinen Sohn im KZ Dachau gezeugt haben soll. Collin hasste seinen Vater und wandte sich daher dem Nationalsozialismus zu. Er wurde wegen sexuellen Aktivitäten mit zwei zehnjährigen Jungen verhaftet und musste ab 1979 drei Jahre im Gefängnis verbringen. Danach wurde er Esoterik-Schriftsteller.
Das Auftreten von Neonazis in SA-Uniformen in Illinois wurde 1980 im Spielfilm Blues Brothers satirisch verarbeitet 1981 wurde über die Ereignisse mit den Neonazis der Film Skokie gedreht.
Am 19. April 2009 wurde das Illinois Holocaust Museum and Education Center in Skokie als Reaktion auf den NSPA-Streit eröffnet.

## Skokie im Film
Folgende Filme wurden in Skokie gedreht:
- Home Alone 3[10]
- Risky Business
- Sixteen Candles
- The Weather Man
- She is having a Baby
- Kreuz der Gewalt
- TRUST NONE
- Ab in den Knast (Let's Go To Prison)
- Der Frühstücksclub (Breakfast Club)
- Im Spielfilm Die üblichen Verdächtigen ist Skokie Teil der Lügengeschichte, die Verbal Kint dem Agenten Kujon auftischt.

## Demografische Daten
Bei der offiziellen Volkszählung im Jahr 2000 wurde eine Einwohnerzahl von 63.348 ermittelt. Diese verteilten sich auf 23.223 Haushalte in 17.045 Familien. Die Bevölkerungsdichte lag bei 2.474,5 Einwohnern pro Quadratkilometer. Es gab 23.687 Wohngebäude, was einer Bebauungsdichte von 925,3 Gebäuden je Quadratkilometer entsprach.
Die Bevölkerung bestand im Jahr 2000 aus 68,9 Prozent Weißen, 4,5 Prozent Afroamerikanern, 0,2 Prozent Indianern, 21,3 Prozent Asiaten und 1,9 Prozent anderen. 3,2 Prozent gaben an, von mindestens zwei dieser Gruppen abzustammen. 5,7 Prozent der Bevölkerung bestand aus Hispanics, die verschiedenen der genannten Gruppen angehörten.
23,0 Prozent waren unter 18 Jahren, 7,0 Prozent zwischen 18 und 24, 25,0 Prozent von 25 bis 44, 25,5 Prozent von 45 bis 64 und 19,6 Prozent 65 und älter. Das mittlere Alter lag bei 42 Jahren. Bei den über 18-Jährigen kamen auf 100 Frauen statistisch 85,2 Männer.
Das mittlere Einkommen pro Haushalt betrug 57.375 US-Dollar (USD), das mittlere Familieneinkommen 68.252 USD. Das mittlere Einkommen der Männer lag bei 44.869 USD, das der Frauen bei 33.051 USD. Das Pro-Kopf-Einkommen belief sich auf 27.136 USD. Rund 4,2 Prozent der Familien und 5,4 Prozent der Gesamtbevölkerung lagen mit ihrem Einkommen unter der Armutsgrenze.
Seit den 1950er Jahren war Skokie die Heimat einer großen jüdischen Gemeinschaft. Heute ist die Bevölkerungszusammensetzung sehr heterogen. In Skokie werden rund 100 verschiedene Sprachen gesprochen.

## Persönlichkeiten
- Nancy Lee Grahn (* 1955), Schauspielerin
- Jeff Dessner (* 1977), Eishockeyspieler
- Jessy Schram (* 1986), Schauspielerin
- Erin Heatherton (* 1989), Model
- Tom Fawcett (* 1995), Tennisspieler
- Olivia Rusek (* 1995), Volleyballspieler
- Kayla McCoy (* 1996), jamaikanische Fußballspielerin